# Annette Hohn
Annette Hohn (nacida Annette Drews, Schwerin, 22 de noviembre de 1966) es una deportista alemana que compitió para la RDA en remo.
Participó en los Juegos Olímpicos de Barcelona 1992, obteniendo una medalla de bronce en la prueba de cuatro sin timonel. Ganó dos medallas en el Campeonato Mundial de Remo, en los años 1989 y 1990.

## Palmarés internacional
| Representando a la RDA   |                      |                   |                    |
| Campeonato Mundial       |                      |                   |                    |
| Año                      | Lugar                | Medalla           | Prueba             |
| 1989                     | Bled (Yugoslavia)    | Medalla de plata  | Ocho con timonel   |
| 1990                     | Tasmania (Australia) | Medalla de bronce | Ocho con timonel   |
| Representando a Alemania |                      |                   |                    |
| Juegos Olímpicos         |                      |                   |                    |
| Año                      | Lugar                | Medalla           | Prueba             |
| 1992                     | Barcelona (España)   | Medalla de bronce | Cuatro sin timonel |